# Oglio
Der Oglio  (Lombardisch: Oi) ist ein linker Nebenfluss des Po in der Lombardei, Italien. Er ist 280 km lang und durchfließt – in südwestlicher Richtung – die Valcamonica und den Iseosee, den er speist.